# 多尼亞阿納山
多尼亞阿納山（西班牙語：Cerro Doña Ana），是智利的山峰，位於該國中部科金博大區，屬於安第斯山脈的一部分，毗鄰拉斯托爾托拉斯山，海拔高度5,690米，人類在1870年首次登頂。
29°45′S 70°07′W / 29.750°S 70.117°W